# 新西兰最高法院
新西兰最高法院（英語：Supreme Court of New Zealand，毛利语: Te Kōti Mana Nui）是新西兰的最高法院和终审法院， 它于2004年1月1日正式设立，并于2004年7月1日开始运作，取代了伦敦的枢密院司法委员会的上诉权。新西兰最高法院根据《2003年最高法院法令》建立，当时设立最高法院及废止英国枢密院的上诉权是备受争议的宪法改革，《2003年最高法院法令》于2017年3月1日被《2016年高級法院法令》取代。
新西兰历史上曾有一个旧的最高法院，设立于1841年，并于1980年改名为新西兰高級法院（Senior Courts）而继续存在，改名原因是“新西兰最终将设立一个终审法院，该法院将被称为最高法院”。

## 建筑物

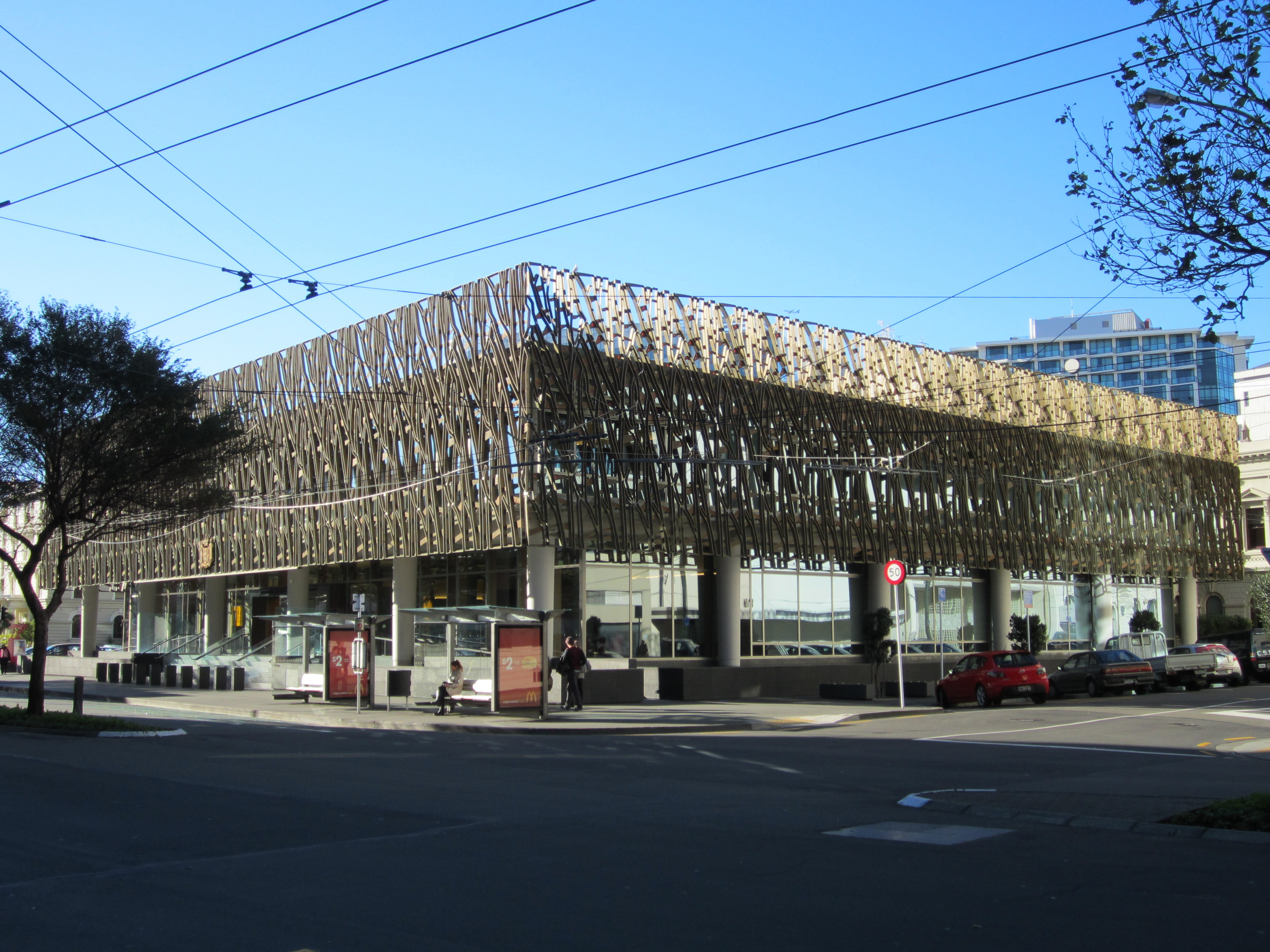
最高法院大楼

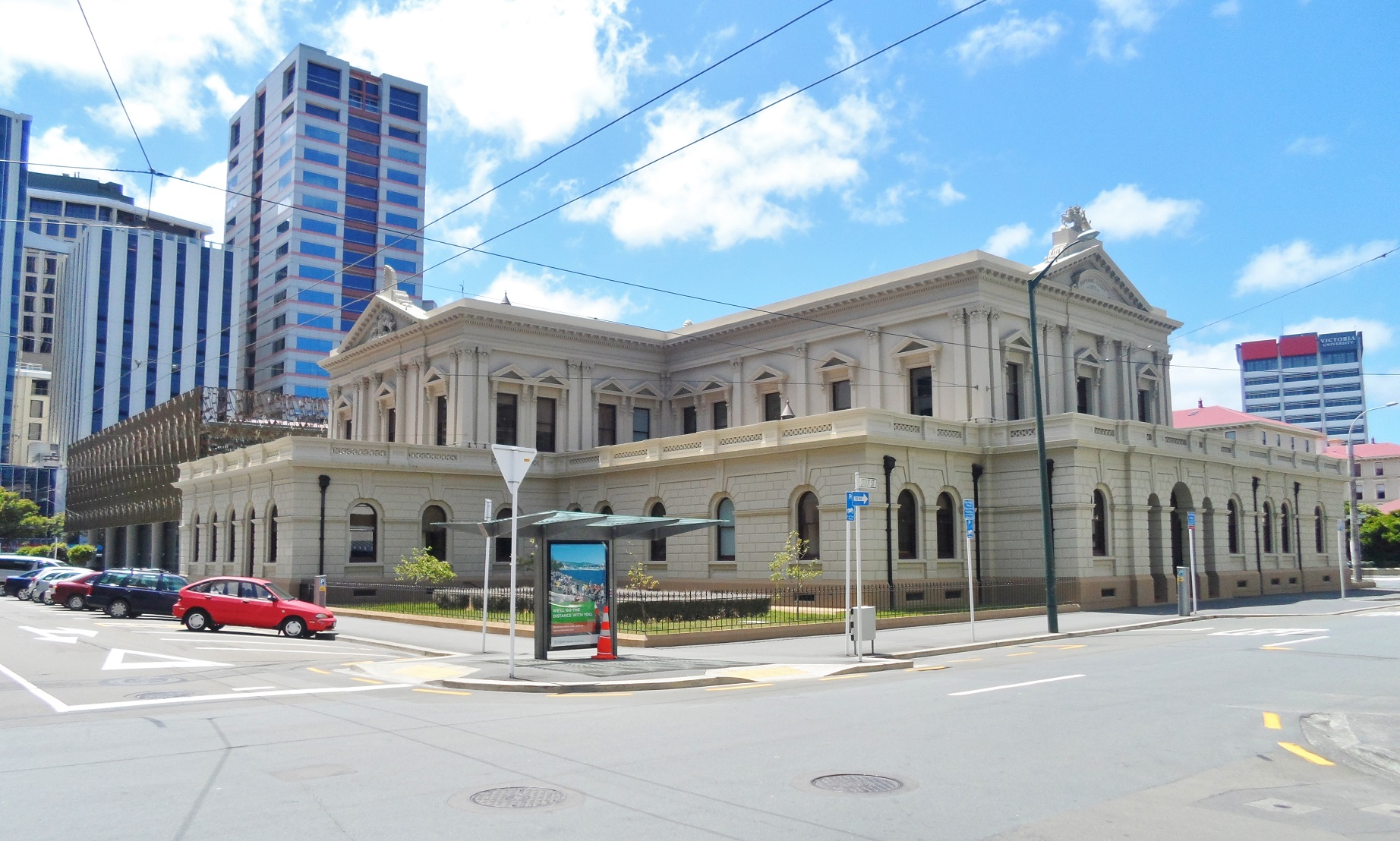
旧高等法院大楼

最高法院位于惠灵顿，起初法院设置在高等法院的临时设施中，办公室是一座旧的政府大楼，2010年1月18日，搬入耗资8070万美元建设的新大楼中，威廉王子代表女皇伊利沙伯二世出席了开幕仪式。